# 耿爽
耿爽（1973年4月—），北京市人，中华人民共和国外交官，现任中国常驻联合国代表团副代表（特命全权大使衔）。曾任中华人民共和国外交部新闻司副司长、外交部发言人。

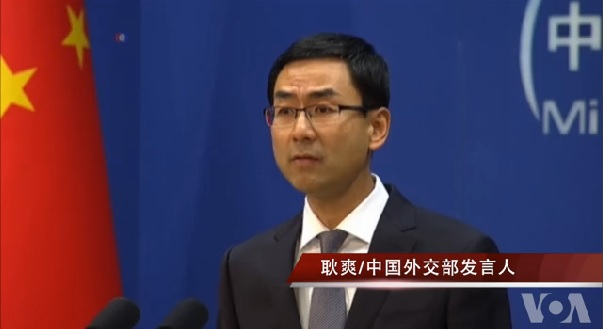
時任中國外交部發言人耿爽（美國之音影像片段）

## 生平
1991年，耿爽毕业于北京四中并考入外交学院英语系。1995年至1999年，他擔任中华人民共和国外交部国际司科员、随员；1999年至2003年，耿出任中国常驻联合国代表团随员、三秘。2003年至2011年，耿爽出任外交部国际司三秘、副处长、处长、参赞兼处长，还曾担任中華人民共和国驻美国大使馆新闻参赞兼发言人及外交部国际经济司副司长，其间于2005年至2006年就读于美国塔夫茨大学弗莱彻法律外交学院国际关系专业，并获得硕士学位。2011年至2015年，他擔任中華人民共和国驻美国使馆参赞；2015年至2016年，任中华人民共和国外交部国际经济司参赞、副司长。
2016年9月，耿爽就任外交部新闻司副司长及第30任外交部发言人，亦为最年輕的发言人。同月26日，在時任司長陸慷的介紹下首次亮相，並於隔日首次主持了外交部例行记者会。2020年6月5日，耿爽最后一次主持外交部例行记者会，同时宣布卸任外交部新闻司副司长、发言人，並在之後調任中国常驻联合国代表团副代表。7月7日到任。
2021年2月15日，中国常驻联合国副代表耿爽在联合国大会维和特委会一般性辩论上发言，呼吁联合国维和行动支持抗击疫情。

## 言论
2019年1月29日召开外交部例行记者会上，有记者提问中方是否仍然承认马杜罗是委内瑞拉总统，耿爽并未直接回答，而是表示“如果我们不承认他，为什么要派特使出席他（马杜罗）的就职仪式呢？我想这个基本逻辑你应该能懂吧”。环球网以《今天外交部记者会这段对话太逗了！》为题轉載了这段对话。
2019年5月5日，中美贸易争端期间，美国总统特朗普称中国大陸违背承诺，宣布重启对华增加关税。次日耿爽主持例行记者会时，有记者问「中方团队正在准备赴美磋商，中美磋商还会按计划于周三开始吗（中方是否会推迟周三的磋商以示报复）？」耿爽表示「具体问题恐怕你只能去问主管部门」。记者追问「我们到底该问哪个有关部门？」耿爽回应「有关部门当然就是有关的部门了。无关的就不能称为有关部门」。
2019年11月，耿爽于平日的例行记者会中就新疆、西藏、香港问题，以及中美贸易战等议题频繁引用「强烈谴责」、「停止干预中国内政」、「罔顾事实」等类型相同说词回应记者提问，有品葱网民制作「耿爽模拟器」，输入要替换的关键字，然后进行简单的随机组合，即可自动套用耿爽曾在现实中发布的声明，以此调侃耿爽发言的套路化，该模拟器在网络上引发热烈讨论，12月30日，耿爽模擬器被下架。
2020年6月，中国退役足球运动员郝海东宣布新中国联邦成立，耿爽对此回应说：“对于这些荒谬的声明，对于这场闹剧，我没有发表评论的兴趣。”

## 家庭
耿爽目前已婚，且育有一女兒。

## 外部連結
- . 中华人民共和国常驻联合国代表团.   [2024-01-07]. （原始内容存档于2023-06-10）.